# Lyrocardium aurantiacum
Lyrocardium aurantiacum (лат.) — вид морских двустворчатых моллюсков из семейства сердцевидок. Типовой вид рода Lyrocardium.
Обитает в тропических водах западной части Центральной части Тихого океана у берегов Индонезии и Новой Каледонии. Бентосное животное. Охранный статус вида не оценён, он безвреден для человека, не является объектом промысла.